# Adam Hugill
Adam Hugill (Londres, Inglaterra, 22 de julio de 1997) es un actor de teatro, cine y televisión británico, más conocido por su participación en la cinta 1917 (2019) del director Sam Mendes, y apareció en la película de Marvel Studios, Doctor Strange en el multiverso de la locura (2022) de Sam Raimi.

## Biografía
Hugill nació y creció en Londres, Inglaterra. Asistió a la Academia de Música y Arte Dramático de Londres (LAMDA), donde se graduó en 2018, y de dónde han salido una larga lista de alumnos notables, incluidos Chiwetel Ejiofor y John Lithgow. También ha realizado trabajos teatrales. En 2019, ganó el premio al Mejor Actor en un Musical en los premios The Stage Debut.

## Filmografía
- Pennyworth (2019) como Jack.
- El mundo en llamad (2019) como Vic.
- 1917 (2019) como Private Atkins.
- How to Stop a Recurring Dream (2020) como Kayden.
- El Exorcismo (2020) como Frank Peerless.
- The Watch (2020-2021) como Constable Carrot Ironfoundersson.
- Doctor Strange en el multiverso de la locura (2022) como Rintrah.
- Sherwood (TV Series 2022‑ )  (2022) como Scott Rowley